# Roy Chipolina
Roy Chipolina (ur. 20 stycznia 1983 na Gibraltarze) – gibraltarski piłkarz występujący na pozycji obrońcy. Zawodnik klubu Lincoln i reprezentacji Gibraltaru.

## Kariera
Od 2006 roku jest piłkarzem klubu Lincoln z Gibraltaru. Na Island Games 2007 wraz z drużyną Gibraltaru zdobył złoty medal w rozgrywkach piłkarskich. 19 listopada 2013 roku zagrał w pierwszym w historii oficjalnym spotkaniu piłkarskiej reprezentacji Gibraltaru, zremisowanym towarzysko ze Słowacją 0:0, pełniąc w nim rolę kapitana swojej drużyny. 1 marca 2014 roku w przegranym 1:4 meczu towarzyskim z Wyspami Owczymi w 21. minucie spotkania zdobył pierwszą w historii bramkę dla reprezentacji Gibraltaru. Zawodnik ma także na koncie występy w reprezentacji Gibraltaru w futsalu.